# Azadegan League (1999/2000)
Azadegan League (1999/2000) był 15. edycją najwyższej klasy rozgrywkowej w piłce nożnej w Iranie. Liga skupiała 14 zespołów. Tytuł obroniła drużyna Persepolis Teheran. Tytuł króla strzelców zdobył Mohannad Mahdi Al-Nadawi, który w barwach klubu Sanat Naft Abadan strzelił 15 bramek.

## Tabela końcowa
| Lp. | Drużyna                | M  | Z  | R  | P  | Bramki | Bramki | Różn. | Pkt | Uwagi                                    |
| --- | ---------------------- | -- | -- | -- | -- | ------ | ------ | ----- | --- | ---------------------------------------- |
| 1   | Persepolis Teheran (M) | 26 | 15 | 9  | 2  | 45     | 23     | +22   | 54  | Klubowe Mistrzostwa Azji • FR            |
| 2   | Esteghlal Teheran      | 26 | 12 | 11 | 3  | 32     | 16     | +16   | 47  | Azjatycki Puchar Zdobywców Pucharów • FR |
| 3   | Fajr Sepasi Sziraz     | 26 | 11 | 11 | 4  | 37     | 18     | +19   | 44  |                                          |
| 4   | Sepahan Isfahan        | 26 | 11 | 9  | 6  | 28     | 19     | +9    | 42  |                                          |
| 5   | Zob Ahan Isfahan       | 26 | 11 | 6  | 9  | 35     | 29     | +6    | 39  |                                          |
| 6   | Teraktor Sazi Tebriz   | 26 | 10 | 8  | 8  | 30     | 26     | +4    | 38  |                                          |
| 7   | PAS Teheran            | 26 | 9  | 8  | 9  | 35     | 31     | +4    | 35  |                                          |
| 8   | Bahman Karadż          | 26 | 8  | 10 | 8  | 24     | 26     | −2    | 34  |                                          |
| 9   | Saipa Karadż           | 26 | 6  | 13 | 7  | 24     | 21     | +3    | 31  |                                          |
| 10  | Fulad Ahwaz            | 26 | 7  | 8  | 11 | 30     | 33     | −3    | 29  |                                          |
| 11  | Abu Moslem Meszhed (S) | 26 | 7  | 7  | 12 | 32     | 39     | −7    | 28  | Spadek do                                |
| 12  | Sanat Naft Abadan (S)  | 26 | 6  | 9  | 11 | 29     | 35     | −6    | 27  | Spadek do                                |
| 13  | Chooka Talesz (S)      | 26 | 4  | 9  | 13 | 22     | 45     | −23   | 21  | Spadek do                                |
| 14  | Irsotter Noszahr (S)   | 26 | 3  | 6  | 17 | 22     | 64     | −42   | 15  | Spadek do                                |

## Najlepsi strzelcy
|    | Piłkarz                  | Klub                                 | Gole |
| 1  | Mohannad Mahdi Al-Nadawi | Sanat Naft Abadan                    | 15   |
| 2  | Hamid Ebrahimi           | Aboomoslem Meszhed                   | 12   |
| 3  | Behnam Seraj             | Persepolis Teheran                   | 11   |
| 4  | Bahman Tahmasebi         | Irsotter Noszahr / Esteghlal Teheran | 10   |
| 4  | Mehdi Hasheminasab       | Persepolis Teheran                   | 10   |
| 4  | Hadi Abdollahzadeh       | Aboomoslem Meszhed                   | 10   |
| 4  | Omid Zahedi              | Foolad Ahwaz                         | 10   |
| 4  | Reza Sahebi              | Zob Ahan Isfahan                     | 10   |
| 9  | Ali Samereh              | Fajr Sepasi Sziraz                   | 9    |
| 10 | Behnam Abolghasempour    | Saipa Karadż                         | 8    |